# Condat-sur-Vézère
Condat-sur-Vézère är en kommun i departementet Dordogne i regionen Nouvelle-Aquitaine i sydvästra Frankrike. Kommunen ligger i kantonen Terrasson-Lavilledieu som tillhör arrondissementet Sarlat-la-Canéda. År 2022 hade Condat-sur-Vézère 865 invånare.

## Befolkningsutveckling
Antalet invånare i kommunen Condat-sur-Vézère
Referens:INSEE